# Spodnja Savinjska dolina
Spodnja Savinjska dolina je dolina v porečju spodnjega toka reke Savinje med Letušem in Petrovčami. Pojma ne smemo mešati z geografsko bolj preciznim pojmom Celjska kotlina. Spodnja Savinjska dolina označuje regijo, katere prebivalstvo povezuje predvsem narečje, kultura in nekdaj glavna gospodarska dejavnost, hmeljarstvo in z njim povezane dejavnosti. 

## Geografija
Spodnjo Savinjsko dolino obdajajo na zahodu Dobroveljska planota, na severu nizka Ponikovska (kraška) planota, na jugu severni rob Posavskega hribovja, na vzhodu pa se regija zaključi s krajem Levec. Osredje doline sestavlja prodna nasipin Savinje in njenih pritokov Pake in Bolske, medtem ko so robni deli prikriti z ilovico. 

## Kmetijstvo
Prodna ravan je ugodna za poljedelstvo in naselitev, ilovnato obrobje pa je močvirnato, zato so travniki in logi redko poseljeni. V Spodnji Savinjski dolini so najbolj ugodne razmere za hmeljarstvo v Sloveniji. Največji nasadi hmelja so med Levcem, Braslovčami in Gomilskim.
Sorto Savinjski golding so začeli uvajati v začetku osemdesetih let 19. stoletja. Leta 1876 je oskrbnik dvorca Novo Celje Josip Bilger nekaj sadik würtemberškega hmelja skrivaj podaril svojemu prijatelju Janezu Hausenbichlerju, ki mu je končno uspelo vzgojiti hmeljski nasad in za dejavnost navdušiti ugledne žalske tržane, plemiča Karla Haupta in številne druge. V 80. in 90. letih 19. stoletja je bilo hmeljarstvo že v strmem vzponu. Leta 1880 so hmeljarji ustanovili Južnoštajersko hmeljarsko društvo, dve leti pozneje pa je Janez Hausenbichler napisal znameniti Navod o hmeljariji, ki med poznavalci še danes velja za katekizem hmeljarske publicistike.

## Upravna delitev
Središče Spodnje Savinjske doline je Žalec, ki tudi sedež upravne enote. Spodnjo Savinjsko dolino sestavljajo občine Žalec, Prebold, Polzela, Braslovče, Tabor in Vransko. Na vzhodu doline stoji mesto Celje, ki ga pa tako prebivalci Celja, kot tudi Savinjske doline, ne štejejo kot del Spodnje Savinjske doline.

## Povezave
Po Spodnji Savinjski dolini pelje stara cesta, vzporedno z njo pa tudi avtocesta Ljubljana-Maribor in železniška proga Celje - Velenje.

## Narečje
Narečje v Spodnji Savinjski dolini se namreč razlikuje od ostalih krajev, ki so po Ramovšu tudi del srednjesavinjskega narečja. Dandanes pa spodnjesavinjsko narečje izginja predvsem med mladimi iz bolj urbanih delov doline, ki uporabljajo predvsem celjski govor. Med avtorji, ki so delno ustvarjali v spodnjesavinjskem narečju, sta pesnik Ervin Fritz in glasbenik ter humorist Miro Klinc.

## Mediji
V dolini izhaja mesečni časopis Utrip Spodnje Savinjske doline.in televizijski program Savinjska TV.  